# Nothing in This World
Nothing in This World è il secondo singolo (terzo per l'America) di Paris Hilton, tratto dal suo album di debutto Paris. La canzone è stata pubblicata in tutto il mondo digitalmente, mentre il CD singolo contenente il brano è uscito solo in alcuni paesi. Il brano è cantato nei cori da un'allora sconosciuta Kesha.

## Videoclip
Nel video della canzone è presente un ragazzo interpretato dall'attore Nick Lane che è innamorato e grande fan di Paris Hilton ambientato in una scuola. Il ragazzo a inizio video viene preso in giro e deriso dai compagni di classe ma alla fine grazie all'aiuto di Paris Hilton ha successo e lascia sbalorditi tutti i suoi compagni.

## Tracklist
1. Nothing In This World
2. Nothing In This World (Jason Nevins Radio Edit)
3. Nothing In This World (Kaskade Remix)
4. Nothing In This World (Dave Aude Mixshow)

## Classifiche
| Classifica (2006)                  | Posizione massima |
| ---------------------------------- | ----------------- |
| Australia                          | 32                |
| Finlandia                          | 7                 |
| Germania                           | 34                |
| Paesi Bassi                        | 20                |
| Regno Unito                        | 55                |
| Romania                            | 26                |
| Svezia                             | 36                |
| U.S. Billboard Pop 100             | 89                |
| U.S. Billboard Hot Dance Club Play | 12                |